# Moreto Cassamá
Moreto Moro Cassamá (sinh ngày 16 tháng 2 năm 1998) là một cầu thủ bóng đá người Guiné-Bissau thi đấu cho Reims ở vị trí tiền vệ.

## Sự nghiệp câu lạc bộ
Vào ngày 16 tháng 9 năm 2017, Cassamá có màn ra mắt cho FC Porto B trong trận đấu tại LigaPro 2017–18 trước Nacional.